# Équipe de Suisse féminine de water-polo
L'équipe de Suisse féminine de water-polo est la sélection nationale représentant la Suisse dans les compétitions internationales féminines de water-polo. 
La sélection termine 10e du Championnat d'Europe féminin de water-polo 1993 et 12e du Championnat d'Europe féminin de water-polo 1995.